# Ребров, Иван Иванович
Ива́н Ива́нович Ребро́в (Робров) (? — 1666) — русский землепроходец, казачий пятидесятник, первооткрыватель земель северной Якутии (от устья Лены до Индигирки).

## Биография
В 1631 году послан из Тобольска в Мангазею, откуда с отрядом служилых людей по Нижней Тунгуске и Вилюю направлен в Жиганский острог.
В 1633—1636 годах экспедиция Реброва на кочах первой спустилась до устья Лены, открыв Оленёкский залив с рекой Оленёк (1634). Из основанного там зимовья до лета 1637 года собирал ясак с эвенков, а в сентябре присоединился к отряду Ильи Перфильева на реке Яне. К осени 1638 года завершил открытие Янского залива, первым прошёл пролив Дмитрия Лаптева, совершил плавание в Восточно-Сибирском море и обнаружил устье Индигирки. Поднялся по Индигирке на 600 км, открыв восточное окончание Яно-Индигирской низменности, и у впадения Уяндины поставил зимовье. Более двух лет собирал ясак с эвенов и якутов Абыйской низменности, а летом 1641 года вернулся прежним маршрутом на Лену.
Позже Ребров занимал официальные посты приказчика: в 1642—1647 годах на реке Оленёк, в 1649—1654 годах — на Колыме, не раз ходил на кочах по «Студеному морю», с государственной казной на нартах пересекал Колымскую низменность.
Во время сбора ясака случались стычки с местным населением, в ходе которых Ребров имел многочисленные ранения, в частности «рана стрельная в голову» и «кость спинная перерублена».